# Tuyệt chủng Miocen giữa
Tuyệt chủng Miocen giữa đề cập đến làn sóng tuyệt chủng của các loài sống trên cạn và dười nước xảy ra vào khoảng Miocen giữa, cách đây 14,8 đến 14,5 triệu năm, trong tầng Langhian của Miocen.
Madelaine Bohme đã quan sát sự có mặt của Varanidae, Chamaeleon, Cordylidae, Tomistomidae, Alligatoridae, và rùa khổng lồ là những loài sống sót qua giai đoạn Miocene Climatic Optimum (18 đến 16 Ma) ở Trung Âu (42W 45 N palaeolatitude). Một giai đoạn lạnh và kéo dài diễn ra giữa 14,8 và 14,1 Ma, liên quan đến sự gia tăng của các khối nước sâu, lạnh ở Nam Cực và sự phát triển các dải băng ở đông Nam Cực. Hai chi cá sấu Gavialosuchus và Diplocynodon được ghi nhận là đã tồn tại ở những vĩ độ phía bắc này trước khi giai đoạn lạnh bắt đầu diễn ra sau đó thì tuyệt chủng trong khoảng 13,5 đến 14 Ma.
Các nhà nghiên cứu tranh cãi về quy mô đầy đủ của tuyệt chủng giữa thế Miocen; những người cực đoan nhất ước tính khoảng 30% các chi động vật có vú có vào đầu thế Miocen bị tuyệt chủng trong phá vỡ này — mặc dù các nhà khoa học khác ước tính sự kiện này ít trầm trọng hơn. Các nguyên nhân có thể vẫn chỉ là ước đoán: một số nhà nghiên cứu tập trung vào hậu quả của va chạm do vẫn thạch đã tạo ra hố va chạm Nördlinger Ries ở tây nam Đức, có niên đại trong thời kỳ này. Hoạt động của núi lửa cũng được lưu tâm; cụ thể là khối lượng tro núi lửa toàn cầu đạt tới cao điểm vào thời gian này, đáng chú ý là từ Thung lũng rạn nứt lớn ở Đông Phi, với sự lạnh đi của khí hậu toàn cầu sau đó, và trong dải băng Đông Nam Cực. Sự gia tăng đồng vị 18O trong Miocen giữa có liên quan đến sự gia tăng tương đối các đồng vị nặng của oxy, đã được ghi nhận trong Thái Bình Dương, Nam Băng Dương và Nam Đại Tây Dương.